# Ischnotoma maya
Ischnotoma maya är en tvåvingeart som först beskrevs av Alexander 1912.  Ischnotoma maya ingår i släktet Ischnotoma och familjen storharkrankar.
Artens utbredningsområde är Guatemala. Inga underarter finns listade i Catalogue of Life.